# Dr. Stone
Dr. Stone (jap. ドクターストーン Dokutā Sutōn, dt. etwa „Doktor Stein“) ist eine Manga-Serie von Autor Riichiro Inagaki und Zeichner Boichi, die von 2017 bis 2022 in Japan erschien. Seit 2019 wird eine Adaption als Animeserie gezeigt. Der Name der Serie bezieht sich auf die Erfindung der Seife, die als Doktor der Steinzeit bezeichnet wird. In der Abenteuer- und Science-Fiction-Geschichte wurde die gesamte Menschheit nach einer Katastrophe in Stein verwandelt. Nach mehr als 3700 Jahren erwachen zwei Jungen und kämpfen um die Wiederbelebung der Zivilisation.

## Handlung
Gymnasiast Taiju Ōki (大木 大樹 Ōki Taiju) ist seit fünf Jahren in Yuzuriha (小川 杠 Ogawa Yuzuriha) verliebt. Doch gerade als er ihr seine Liebe gestehen will, verwandelt sich die gesamte Menschheit und eine Vogelart durch einen grünen Lichtschimmer in Stein. Als er aus dem Stein in einer Höhle erwacht, macht er sich auf die Suche nach seiner großen Liebe – In dem Wissen, dass Yuzuriha zuletzt unter dem Kampferbaum stand. Er findet schnell den Baum als auch seine große Liebe, die wie alle anderen immer noch aus Stein ist. Jedoch hat sein guter Freund und Wissenschaftler Senku (石神 千空 Ishigami Senku) eine Nachricht im Baum hinterlassen. Ihr folgend trifft er Senku, der bereits ein halbes Jahr vor ihm aus dem Stein erwacht ist, am Fluss. Er hat die vergangene Zeit gezählt und kann dadurch berichten, dass es der 5. Oktober 5738 ist und die gesamte Menschheit für Tausende Jahre in Stein verwandelt worden. Die beiden versuchen die Zivilisation wieder aufzubauen und in der freien Wildnis zu überleben, in die sich die Welt verwandelt hat. Senku findet heraus, dass Salpetersäure aus Fledermauskot für die Rückverwandlung von Taiju verantwortlich war. Er nutzt sein Wissen, um Ethanol herzustellen und dies mit Salpetersäure zu mischen um Nital herzustellen. Als erstes wollen sie Yuzuriha wiederbeleben, werden aber von Löwen gejagt und wecken notgedrungen Tsukasa Shishio (獅子王 司 Shishiō Tsukasa) auf, der auch als „Stärkster Oberschulprimat“ bekannt ist. Dieser hält die Löwen auf und hilft den beiden bei der Jagd und dem Schutz. Als Senku jedoch aus Muschelschalen Kalziumkarbonat gewinnt – als Dünger, zur Seifenherstellung und für Zement, später auch für Schießpulver – erzählt Tsukasa von seiner Kindheit: Seine Schwester war schwer krank und er wollte ihr eine Halskette aus Muscheln basteln, jedoch wurde er von dem Besitzer der Fischerrechte für das Gebiet zusammengeschlagen. Seitdem hegt er einen Groll gegen die Erwachsenen, die er als korrupte Monster sieht. Er will, dass nur die Jugend wiederbelebt wird und beginnt, die Statuen der Erwachsenen zu zerstören und die Menschen zu töten. Es kommt zum Verwürfnis, denn Senku will alle wiederbeleben und versucht mit seinem Wissen die Zivilisation wieder zurückzubringen. Dadurch entstehen zwei rivalisierende Clans: Das „Reich der Macht“ mit dem Stärksten Oberschulprimaten und Senkus „Königreich der Wissenschaft“.
Es kommt zum Streit und Senku wird von Tsukasa getötet, konnte aber durch einen Trick wiederbelebt werden. Er flüchtet und stößt dabei auf ein Dorf. Wie sich später herausstellt sind das die Nachfahren von Astronauten, die der Versteinerung entgingen, indem sie sich im Weltall zum Zeitpunkt des Geschehens aufhielten. Einer der Astronauten war sein Stiefvater. Das Dorf ist ein typisches Steinzeitdorf. Doch mit Hilfe von seinem Wissen über Wissenschaft und Technik, beeindruckt Senku das Dorf und wird zum Dorfoberhaupt. Mit Hilfe der Dorfbewohner stellt er Glas, Medizin und Elektrizität her. Da Tsukasa auch auf das Dorf aufmerksam geworden ist, bereiten sie sich auf den kommenden Krieg vor: Sie stellen Mobiltelefone und gefrorene Nahrung her. Ihnen gelingt es außerdem, die Schallplatte abzuspielen, die sein Stiefvater Senku hinterlassen hatte.
Senku versucht zusammen mit dem Mentalist Gen Asagiri möglichst viele im feindlichen Lager davon zu überzeugen, dass die Amerikaner bereits ihre Zivilisation in Teilen wieder aufgebaut haben. Damit hätte Tsukasa den Krieg verloren, denn er wollte ja dafür sorgen, dass die Wissenschaft nicht wiederbelebt wird. Zusammen mit einem Panzer und Nitroglycerin gelingt es Senku und seinem Dorf das feindliche Dorf zu einem Waffenstillstand zu bringen; dabei wurden keine Menschen verletzt oder getötet. Hyoga, der erste Offizier von Tsukasa, wendet sich gegen ihn und verletzt ihn schwer. Es gelingt Senkus Team Hyoga aufzuhalten, aber sie können Tsukasa nicht mehr heilen. Also bauen sie einen Gefrierschrank und frieren Tsukasa ein. Ihr Ziel ist es die Quelle der Versteinerung zu finden, um mit Hilfe der Technik Tsukasa für kurze Zeit zu versteinern, da die Versteinerung eine starke heilende Wirkung besitzt. Beide Dörfer wollen nun zusammenarbeiten, um die Quelle der Versteinerung zu finden.

## Manga
Der Manga erschien zwischen März 2017 und März 2022 in Einzelkapiteln im Magazin Shonen Jump beim Verlag Shūeisha. Dieser veröffentlichte die Serie auch in insgesamt 26 Sammelbänden. Im April 2024 erschien ein 27. Band. Die Bände verkauften sich jeweils über 70.000 Mal. 2019 wurde der Manga mit dem Shōgakukan-Manga-Preis in der Kategorie Shōnen ausgezeichnet.
Auf Deutsch erschien der Manga von August 2019 bis Oktober 2023 bei Carlsen Manga mit allen 26 Bänden; die Übersetzung stammt von Benjamin Rusch. Eine englische Übersetzung erscheint bei Viz Media, eine französische bei Glénat, eine spanische bei Editorial Ivréa sowie Panini und eine italienische bei Edizioni Star Comics. Panini bringt den Manga auch auf Portugiesisch heraus und Tong Li Publishing auf Chinesisch.
2020 erschien in Japan ein Ableger mit dem Titel Dr. Stone Reboot: Byakuya. Dieser kam im Juli 2021 auch auf Deutsch heraus.

## Anime
2019 entstand beim Studio TMS Entertainment eine Adaption des Mangas als Animeserie für das japanische Fernsehen. Hauptautor war Yuichiro Kido und die Regie lag bei Shinya Iino. Charakterdesigner war Yuko Iwasa. Es entstanden 24 Folgen, die seit dem 5. Juli 2019 von den Sendern BS11, Tokyo MX, KBS Kyōto, Sun Television, TVh, TBC, TV Aichi und TVQ Kyūshū ausgestrahlt wurden. International wurde der Anime auf der Plattform Crunchyroll veröffentlicht, unter anderem mit englischen und deutschen Untertiteln. Funimation streamt außerdem eine englisch synchronisierte Fassung. Crunchyroll und TNT brachten ab dem 15. Juli 2020 eine auf Deutsch synchronisierte Fassung im Adult-Swim-Block auf TNT Comedy. Um 16 Uhr des Folgetages werden die ausgestrahlten Episoden auf Crunchyroll mit der Synchronisation veröffentlicht. Ein deutsches Disc-Release erschien 2021 bei Kazé Deutschland.
Nach Ende der ersten Staffel wurde eine zweite Staffel angekündigt, die den Titel „Stone Wars“ trägt. Sie wurde vom 14. Januar bis 25. März 2021 im japanischen Fernsehen gezeigt.
Am 10. Juli 2022 wurde ein Special mit dem Titel Dr. Stone: Ryusui, das sich auf den Charakter Ryusui Nanami fokussiert, gezeigt.
Eine dritte Staffel wurde aufgeteilt vom 6. April bis 15. Juni 2023 sowie vom 12. Oktober bis 21. Dezember 2023 im japanischen Fernsehen gezeigt. Sie trägt den Untertitel „New World“.
Die vierte Staffel trägt den Titel Dr. Stone: Science Future und soll sich auf über drei Cours erstrecken. Der erste Teil beinhaltet zwölf Episoden und lief vom 9. Januar bis 27. März 2025 im japanischen Fernsehen. Der zweite Teil der vierten Staffel folgte mit der Ausstrahlung der Episode 13 am 10. Juli 2025.

### Synchronisation
Für die deutsche Synchronisation ist die Oxygen Sound Studios GmbH in Berlin verantwortlich. Dialogregie führten René Dawn-Claude (Staffel 1+2), Velin Marcone (Staffel 3) und Wiebke Westphal (Staffel 4). Das Dialogbuch stammt von René Dawn-Claude, Charlotte Uhlig und Nicole Hise.
| Rolle             | japanische Sprecher (Seiyū) | deutsche Sprecher                                   |
| ----------------- | --------------------------- | --------------------------------------------------- |
| Senku Ishigami    | Yūsuke Kobayashi            | Tim Schwarzmaier                                    |
| Chrome            | Gen Sato                    | Julian Tennstedt                                    |
| Ginro             | Ayumu Murase                | Sebastian Fitzner                                   |
| Kaseki            | Mugihito                    | Elmar Gutmann                                       |
| Kinro             | Tomoaki Maeno               | Roman Wolko                                         |
| Kohaku            | Manami Numakura             | Marie Hinze                                         |
| Ruri              | Reina Ueda                  | Julia DeLuise                                       |
| Suika             | Karin Takahashi             | Charlotte Uhlig                                     |
| Taiju Ōki         | Makoto Furukawa             | Nick Forsberg                                       |
| Tsukasa Shishio   | Yūichi Nakamura             | Jacob Weigert (Staffel 1) Daniel Welbat (Staffel 2) |
| Yuzuriha Ogawa    | Kana Ichinose               | Jodie Blank (Staffel 1) Laura Elßel (Staffel 2)     |
| Gen Asagiri       | Kengo Kawanishi             | Patrick Baehr                                       |
| Hyoga             | Akira Ishida                | Tim Knauer                                          |
| Ukyo Saionji      | Kensho Ono                  | Ben Hadad (Staffel 2) Linus Drews (Staffel 3)       |
| Homura Momiji     | Aki Toyosaki                | Julia Meynen                                        |
| Minami Hokutouzai | Yōko Hikasa                 | Giuliana Jakobeit                                   |
| Ryūsui Nanami     | Ryouta Suzuki               | René Dawn-Claude                                    |

### Musik
Die Musik der Serie komponierten Hiroaki Tsutsumi, Tatsuya Katō und Yuki Kanesaka.
Als Vorspanntitel wurden folgende Lieder verwendet:
1. Good Morning World! von Burnout Syndromes
2. Sangenshoku von PELICAN FANCLUB
3. Rakuen von Fujifabric
4. Wasuregataki von Huwie Ishizaki
5. Haruka von Ryujin Kiyoshi
6. CASANOVA POSSE von ALI
7. SUPERNOVA von KANA-BOON

Als Nachspanntitel wurden folgende Lieder verwendet:
1. Life von Rude-α
2. Yume no You na von YouthK Saeki
3. Koe? von Hatena
4. Where Do We Go? von OKAMOTO’S
5. Suki ni Shinayo von Anly
6. Rolling Stone von BREIMEN
7. no man's world von 音羽-otoha-

## Trivia
Die literarische Bedeutung der Namen der Charaktere in dem Manga (Anime) spiegelt oft die Rolle und Gestalt der Personen in der Geschichte wider. So beispielsweise bedeutet der Familiennamen des Protagonisten der Geschichte Ishigami (石神) schlicht „Steingott“. Der Familienname seines Freundes und Begleiter Ōki (大木) lautet in der literarische Bedeutung „Großbaum“ oder „Großholz“. Der „Löwenbezwinger“ Shishio (獅子王) bedeutet wörtlich der „Löwenkönig“ und Ogawa (小川), die Freundin von Ōki (大木) bedeutet wörtlich „kleiner Fluss“ oder „kleiner Strom“.